# 理查德·沃尔夫
理查德·沃尔夫（英語：Richard David Wolff；1942年4月1日—），美国马克思主义经济学家，沃尔夫以其在经济方法论和阶级分析方面的工作而闻名，是马萨诸塞大学阿默斯特分校的经济学名誉教授、纽约新学院国际事务研究生课程的客座教授。沃尔夫还在耶鲁大学、纽约城市大学、犹他大学、巴黎第一大学（索邦大学）和纽约市的布莱希特论坛上教授经济学。

## 生平
理查德·沃尔夫于1963年在哈佛大学取得历史学学士学位，后在斯坦福大学师从保罗·A·巴兰于1964年取得经济学硕士学位，后前往耶鲁大学取得经济学学士学位和博士学位。1988年，沃尔夫参与创办学术季刊《反思馬克思主義》，任该刊顾问委员会成员。

## 著作
沃尔夫使用马克思主义经济理论研究、分析全球经济危机的原因及替代方案、苏联兴衰等问题，并出版了多部著作：
- 《病根在于制度：当资本主义无法从疫情中拯救我们或其自身》（2020年出版）
- 《理解社会主义》（2019年出版）
- 《理解马克思主义》（2018年出版）
- 《资本主义危机加深：关于全球经济崩溃的评论集》（2016年出版）
- 《工作中的民主》（2012年出版）
- 《相互竞争的经济理论：新古典主义、凯恩斯主义和马克思主义》（ISBN 9787509771792，2012年出版）
- 《陷入危机的资本主义：全球经济崩溃及其应对》（2009年出版）
- 《马克思主义理论的新起点》（2006年出版）
- 《经济学：马克思主义与新古典主义》（1987年出版）